# 高选民
高选民（1957年11月17日—），陕西户县人，中国政治人物，中共中央组织部副部长，第十三届全国政协委员。

## 生平
1980年，高选民考入陕西师范大学中文系，在校期间曾担任班长、中文系学生会主席，1984年毕业。毕业后，他被分配到中共中央组织部工作。历任中共中央组织部干部五局（企业干部局）副局长、局长等职。2013年，任中共中央组织部秘书长、新闻发言人。
2016年7月，任中共中央组织部副部长。2017年10月，任中共十九大代表、十九大报告起草组成员。2017年11月，任学习贯彻党的十九大精神中央宣讲团成员。2017年12月，率领十九大精神对外宣介团访问德国、比利时欧盟总部、南非。
2018年初，当选第十三届全国政协委员、全国政协经济委员会委员。2018年7月，任国务院国有企业改革领导小组成员。